# Venta de Santa Bárbara
Venta de Santa Bárbara (u oficialmente Venta Santa Bárbara, también conocida como Venta Cordobicas o La Máquina) es una localidad y pedanía española perteneciente al municipio de Loja, en la provincia de Granada. Está situada en la parte occidental de la comarca lojeña. Cerca de esta localidad se encuentran los núcleos de Riofrío y Ventorros de la Laguna.

## Historia
A partir de los años cuarenta y durante algún tiempo, cobró un gran auge en función de la explotación de las minas de ocre y yeseras de su entorno, que fue una constante fuente de riqueza para la zona.
Destaca dentro de su patrimonio cultural el Puente Bajo de Riofrío, del siglo XVI.

## Demografía
Según el Instituto Nacional de Estadística de España, en el año 2013 Venta de Santa Bárbara contaba con 146 habitantes censados.